# 2022-es Európa-liga-döntő
A 2022-es Európa-liga-döntő az európai labdarúgó-klubcsapatok második legrangosabb tornájának 13., jogelődjeivel együttvéve az 51. döntője volt. A mérkőzést 2022. május 18-án a sevillai Estadio Ramón Sánchez-Pizjuánban játszották.
A mérkőzés győztese részt vesz a 2022-es UEFA-szuperkupa döntőjében, ahol az ellenfél a 2021–2022-es UEFA-bajnokok ligája győztese lesz. A győztes a 2022–2023-as UEFA-bajnokok ligája csoportkörébe is részvételi jogot szerzett.

## A mérkőzés
| 2022. május 18. 21:00 |

| Eintracht Frankfurt              | 1–1 (h. u.)                 | Rangers                              |
| -------------------------------- | --------------------------- | ------------------------------------ |
| Borré 69'                        | (0–0, 1–1, 1–1) Jegyzőkönyv | Aribo 57'                            |
| Büntetőpárbaj                    |                             |                                      |
| Lenz Hrustic Kamada Kostić Borré | 5–4                         | Tavernier Davis Arfield Ramsey Roofe |

| Estadio Ramón Sánchez-Pizjuán, Sevilla Nézőszám: 38 842 Játékvezető: Slavko Vinčić (szlovén) |